# Nothocercus julius
Nothocercus julius là một loài chim trong họ Tinamidae.